# 瓜田幸治
瓜田 幸治（うりた ゆきはる、1971年 - ）は、日本の作曲家・編曲家・サウンドデザイナー。

## 来歴
9歳から始めたMMLや当時出始めのMIDI楽器に興味を持った事から音楽業界へ入っていく。
1991年からゲーム音楽の分野で活動を開始。同年よりマイクロキャビンに入社。『幻影都市』『サークIII』などを手がける。1995年よりタイトーのサウンド開発部門「ZUNTATA」へ移籍。家庭用ゲーム機に加え、アーケードゲームのサウンド開発全般に携わる。
その後、タイトーを退社、現在はフリーランスで活動中。TVドラマ・映画の劇伴制作、ラジオCM、CM音楽、イベント用音楽を手がける。また、楽器メーカーのサウンドデザイナー、音源開発や音声合成技術研究などにも関わる。
2010年に音楽を担当した「チェブラーシカあれれ？」はアヌシー国際アニメーションフェスティバル・テレビシリーズ部門ノミネート作品。

## 主な作品
映画／アニメ作品
- チェブラーシカあれれ?
- チェブラーシカ（2010年劇場公開版人形アニメ）TOHOシネマズ用短編
- 伊藤潤二恐怖コレクション 「顔泥棒」「墓標の町」（TV朝日／東映）

ドキュメンタリー番組
- Science View（NHK World）
- テレビシンポジウム（NHK教育）

ゲーム
- Gダライアス
- パズルボブル3
- バトルギア
- 電車でGO!3通勤編
- がんばれ運転士!!
- メダルゲッター電車でGO!（子供編）
- ランドメーカー
- パワーショベルに乗ろう!!
- ロストポリス
- 幻影都市
- 鋼鉄の咆哮 ウォーシップコマンダー
- サークIII
- Xak -ガゼルの塔-
- 英雄志願
- パワーズキングダム
- リグロードサーガ
- バブルボブル 4 フレンズ
- Fit Boxing 2 -リズム&エクササイズ-（Mewtepham - Rin's Theme ） ※海外版の曲名は "Groove Fantasy - Rin's Theme"
- Fit Boxing 北斗の拳 〜お前はもう痩せている〜 （エクササイズ曲：ユリア）
- アリス・ギア・アイギス - ギャラクティック・ディストラクション
- アリス・ギア・アイギス - オービタル・ストーム
- ファッションドリーマー
- アリス・ギア・アイギス - Op.エリオボトリア